# Boeing 737 MAX
Boeing 737 MAX là một dòng máy bay phản lực thân hẹp một lối đi được phát triển bởi hãng Boeing Commercial Airplanes,là phiên bản thế hệ thứ tư của dòng 737 Next Generation series của hãng Boeing,với thay đổi chính là  sử dụng động cơ CFM International LEAP-1B lớn hơn và hiệu quả hơn cùng với một số điều chỉnh ở phần mềm điều khiển máy bay. Tính đến  ngày 31 tháng 3 năm 2016,Boeing đã nhận được hơn 3.090 đơn đặt hàng cho dòng máy bay này. Chiếc 737 MAX đầu tiên đã bay ngày 29 tháng 1 năm 2016, gần 49 năm sau chuyến bay đầu tiên của máy bay 737 vào ngày 9 tháng 4 năm 1967; chiếc máy bay Boeing 737 MAX dự tính được giao vào năm 2017 với khách hàng đầu tiên là hãng Southwest Airlines.
Sau hai vụ tai nạn nghiêm trọng của máy bay 737 MAX 8 vào ngày 29 tháng 10 năm 2018 và 10 tháng 3 năm 2019 khiến toàn bộ 346 người thiệt mạng,các cơ quan quản lý trên toàn thế giới đã cấm hàng loạt 737 MAX cho đến khi xác định được nguyên nhân hai vụ tai nạn.Vào ngày 19 tháng 3 năm 2019,Bộ Giao thông Vận tải Hoa Kỳ đã yêu cầu kiểm toán quy trình quản lý chứng nhận máy bay năm 2017.
Ngày 18/11/2020, FAA cho phép 737 MAX tiếp tục hoạt động, tùy thuộc vào danh sách các thay đổi về thiết kế và huấn luyện bắt buộc. Giao thông vận tải Canada và EASA đều đã xóa 737 MAX vào cuối tháng 1/2021, tùy thuộc vào các yêu cầu bổ sung. Tại Trung Quốc, nơi 737 MAX lần đầu tiên nằm đất đến hiện tại vẫn chưa hoạt động trở lại. Boeing đã sản xuất hơn 450 máy bay 737 MAX và đang chờ giao hàng vào tháng 1/2020, khoảng một nửa trong số đó dự kiến sẽ được giao vào năm 2021 và phần lớn số còn lại vào năm 2022.
Vào tháng 1 năm 2024, FAA đã yêu cầu kiểm tra những chiếc  737 MAX 9 có cấu hình tương tự như chuyến bay 1282 của Alaska Airlines , đã gặp sự cố nổ ngay sau khi cất cánh, khiến một nắp cửa dùng để bịt lối thoát hiểm không sử dụng bị bay ra ngoài, gây giảm áp nhanh chóng trong máy bay.

## Phát triển

### Nền tảng
Năm 2006, Boeing bắt đầu xem xét đến việc thay thế dòng 737 bằng một thiết kế "clean-sheet", có thể đi theo dòng Boeing 787 Dreamliner. Tháng 6 năm 2010, Boeing ra quyết định trì hoãn dự án này đến năm 2011.
Ngày 1 tháng 12 năm 2010, đối thủ cạnh tranh chính của Boeing, hãng Airbus, đã ra mắt dòng máy bay Airbus A320neo có sự cải thiện khả năng đốt cháy nhiên liệu và hiệu quả vận hành với các động cơ mới: CFM International LEAP-1B và Pratt & Whitney PW1000G. Tháng 2 năm 2011, Giám đốc điều hành của Boeing Jim McNerney đã tuyên bố "Chúng tôi sẽ chế tạo một chiếc máy bay mới." Tại hội nghị ISTAT tháng 3 năm 2011, Chủ tịch BCA James Albaugh không chắc chắn về việc tiếp tục dùng động cơ kiểu cũ của 737, như Boeing CFO James A. Bell tuyên bố tại Hội nghị Hàng không, Vận tải và Quốc phòng JP Morgan cùng tháng. Máy bay A320neo đã có được 667 cam kết đặt mua tại Triển lãm Hàng không Paris hồi tháng 6 năm 2011, nâng tổng số lượng đơn hàng lên 1.029 chiếc kể từ khi ra mắt, lập kỷ lục đặt hàng cho một chiếc máy bay thương mại mới.
Vào ngày 20 tháng 7 năm 2011, American Airlines đã công bố một đơn đặt hàng cho 460 máy bay phản lực thân hẹp bao gồm 130 máy bay A320ceos và 130 máy bay A320neos và dự định đặt hàng 100 chiếc 737 gắn động cơ CFM LEAP, chờ xác nhận của Boeing. Đơn đặt hàng đã phá vỡ sự độc quyền của Boeing với hãng hàng không này và buộc Boeing phải khởi động lại dự án 737. Vì hợp đồng này bao gồm Điều khoản dành cho khách hàng được ưa chuộng nhất, Airbus phải hoàn trả bất kỳ khoản chênh lệch nào cho người Mỹ nếu bán cho hãng hàng không khác với giá thấp hơn, vì vậy nhà sản xuất châu Âu không thể đưa ra mức giá cạnh tranh cho đối thủ cạnh tranh United Airlines, sở hữu một đội bay không cân xứng với các tàu bay của Boeing.

### Chương trình ra mắt
Ngày 30 tháng 8 năm 2011, Hội đồng Quản trị của Boeing đã phê chuẩn việc tái ra mắt chiếc 737, với kì vọng mức đốt cháy nhiên liệu thấp hơn 4% so với chiếc A320neo. Các nghiên cứu để giảm lực cản bổ sung đã được thực hiện trong năm 2011, bao gồm chóp nón đuôi được sửa đổi, thân vỏ kiểu dòng chảy tự nhiên và đuôi đứng kiểu dòng chảy hỗn hợp. Boeing từ bỏ việc phát triển một thiết kế mới vàdự kiến 737 MAX sẽ đáp ứng hoặc vượt qua tầm bay của Airbus A320neo. Cấu hình xác định cho 737 MAX đã được lên kế hoạch cho năm 2013.

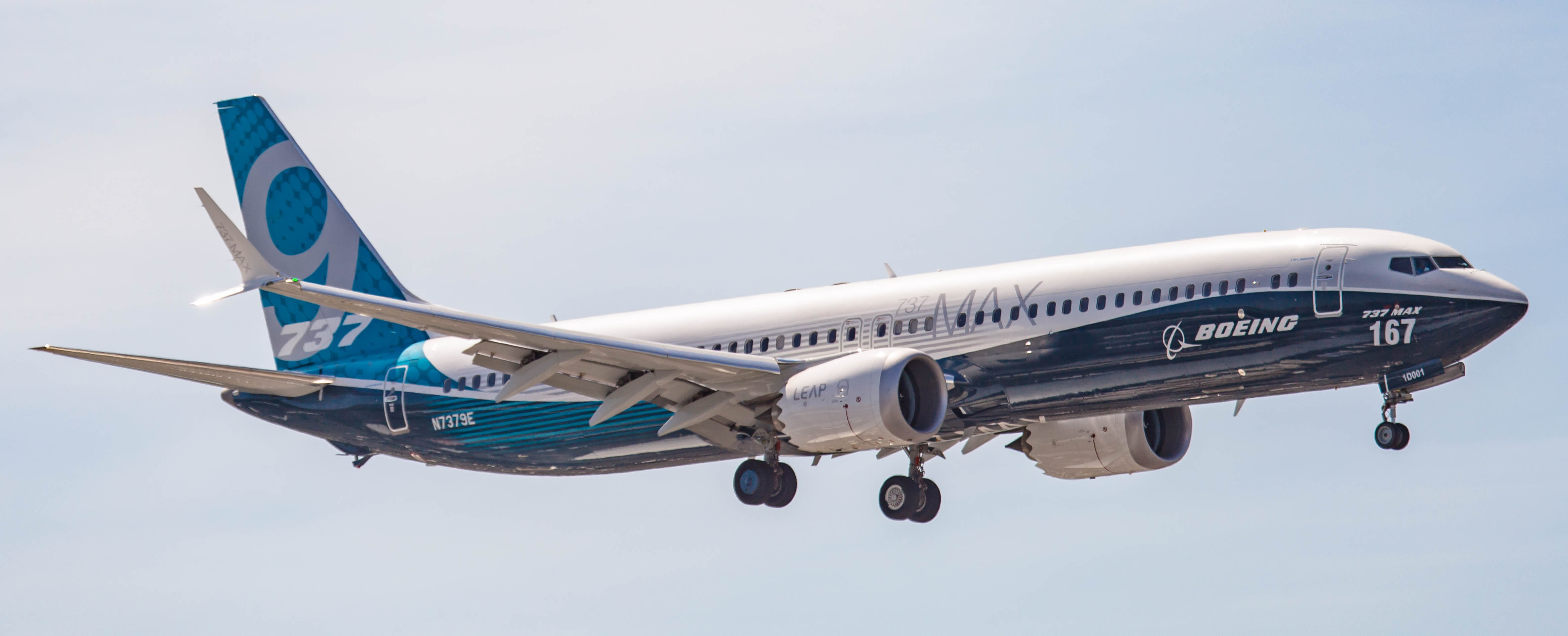
Boeing 737 MAX 9 tại triển lãm hàng không quốc tế Paris năm 2017

Tháng 3 năm 2010, chi phí ước tính để tái chế động cơ 737 theo Mike Bair, phó chủ tịch chiến lược kinh doanh và tiếp thị máy bay của Boeing, sẽ là 2,3 tỉ đô la bao gồm cả việc phát triển động cơ một CFM mới. Trong cuộc họp cổ đông quý 2 năm 2011 của Boeing, cựu Giám đốc tài chính James Bell cho biết chi phí phát triển cho khung máy bay chỉ bằng 10-15% chi phí cho một chương trình mới, ước tính khoảng 10-12 tỷ đô la vào thời điểm đó. Chương trình nghiên cứu Bernstein dự đoán vào tháng 1 năm 2012, chi phí này sẽ cao gấp đôi so với Airbus A320neo. Chi phí phát triển MAX có thể đã vượt quá mục tiêu nội bộ 2 tỷ đô la và lên tới gần 4 tỷ đô la.
Tiêu thụ nhiên liệu giảm 14% so với 737NG. Vào tháng 11 năm 2014, Giám đốc điều hành Boeing Jim McNerney cho biết 737 sẽ được thay thế bằng máy bay mới vào năm 2030, lớn hơn một chút và với động cơ mới nhưng vẫn giữ cấu hình chung, có thể là máy bay dạng kết hợp.

### Sản xuất
Ngày 13/8/2015, thân máy bay 737 MAX đầu tiên đã hoàn thành lắp ráp tại Spirit Aerosystems ở Wichita, Kansas, chiếc máy bay thử nghiệm cuối cùng sẽ được chuyển giao cho khách hàng Southwest Airlines. Vào ngày 8/12/2015, chiếc 737 MAX đầu tiên mang tên Spirit of Rentonwas đã chính thức ra mắt tại Nhà máy Boeing Renton.
Do GKN không thể sản xuất các bức tường bên trong tổ ong bằng titan cho bộ đảo chiều lực đẩy đủ nhanh, Boeing đã chuyển sang bộ phận hỗn hợp do Spirit sản xuất để cung cấp 47 chiếc MAX mỗi tháng vào năm 2017. Spirit cung cấp 69% khung máy bay 737, bao gồm cả thân máy bay, bộ đảo chiều lực đẩy, giá treo động cơ, nanô và gờ dẫn cánh.
Dây chuyền lắp ráp spar mới với máy khoan robot sẽ tăng sản lượng lên 33%. Dây chuyền lắp ráp bảng điều khiển tự động Electroimpact đã tăng tốc độ lắp ráp da dưới của cánh lên 35%. Boeing có kế hoạch tăng tỷ lệ sản xuất hàng tháng 737 MAX từ 42 máy bay vào năm 2017, lên 57 máy bay vào năm 2019. Dây chuyền lắp ráp spar mới do Electroimpact thiết kế. Electroimpact cũng đã lắp đặt các máy tán và dụng cụ đóng đinh hoàn toàn tự động để buộc chặt các dây buộc vào bề mặt cánh.
Việc tăng giá đã làm căng thẳng việc sản xuất và đến tháng 8/2018, hơn 40 máy bay chưa hoàn thành phải nằm đậu ở Renton chờ lắp đặt các bộ phận hoặc động cơ, do động cơ CFM và thân máy bay Spirit được giao muộn. Sau khi các máy bay phải nằm đậu lên đến 53 chiếc vào đầu tháng 9, Boeing đã giảm con số này xuống 9 vào tháng sau, khi lượng giao hàng tăng lên 61 từ 29 trong tháng 7 và 48 vào tháng 8.

## Biến thể

### 737 MAX 7
Với thiết kế ban đầu dựa trên 737-700, Boeing đã công bố thiết kế lại 737 MAX 7, bắt nguồn từ 737 MAX 8,  có sức chứa nhiều hơn hai hàng ghế so với 737-700 với 138 ghế, tăng 12 ghế. Thiết kế lại sử dụng cánh và càng hạ cánh 737-8; 4 cửa thoát hiểm chính và 4 cửa thoát hiểm nhỏ ở ngay cánh thay vì cấu hình 2 cửa; thân máy bay phía sau dài hơn 46 inch và thân máy bay phía trước dài hơn 30 inch; các hệ thống và sửa đổi nội thất để phù hợp với chiều dài hơn. Nó bay xa hơn 1.900 km so với 737-700 với chi phí nhiên liệu cho mỗi chỗ ngồi thấp hơn 18%. Boeing dự đoán 737 MAX 7 có thể chở thêm 12 hành khách, bay xa hơn 740 km so với Airbus A319neo với chi phí khai thác trên mỗi ghế thấp hơn 7%. Boeing có kế hoạch cải thiện tầm bay từ 7.130 km lên 7.251 km sau năm 2021.
Việc sản xuất chiếc cánh dài 65 feet (20 m) cho chiếc 737 MAX 7 đã bắt đầu vào tháng 10/2017. Việc lắp ráp chiếc máy bay thử nghiệm đầu tiên đã bắt đầu vào ngày 22/11/2017 và được đưa ra khỏi nhà máy vào ngày 5/2/2018. 737 MAX 7 đã cất cánh cho chuyến bay đầu tiên vào ngày 16/3/2018 từ nhà máy ở Renton, Washington, và bay trong ba giờ qua tiểu bang Washington. Nó đạt vận tốc 250 kts (460 km/h) và 25.000 ft (7.600 m), thực hiện một cách tiếp cận thấp, kiểm tra hệ thống và khởi động lại động cơ trên máy bay, và hạ cánh xuống trung tâm bay thử nghiệm của Boeing ở Hồ Moses, Washington.
Tính đến tháng 3/2018, MAX 7 có 100 đơn đặt hàng trong tổng số hơn 4.300 của 737 MAX. Vào đầu năm 2021, Boeing thông báo rằng những chiếc 737 MAX 7 đầu tiên sẽ được giao hàng vào cuối năm nay.

### 737 MAX 8

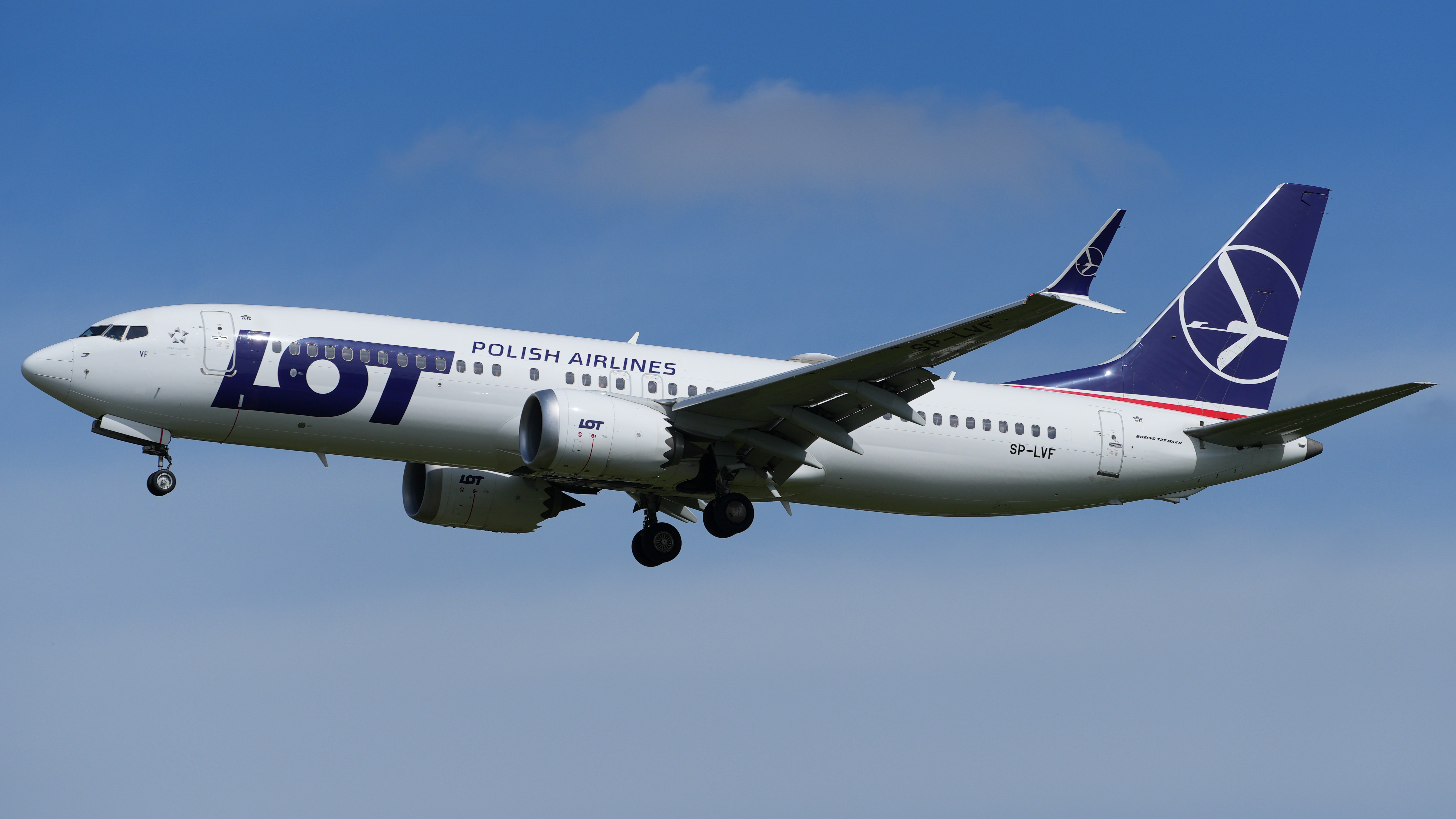
Boeing 737 MAX 8 của Lot polish airlines

Biến thể đầu tiên được phát triển trong dòng 737 MAX, 737 MAX 8 thay thế 737-800 với thân máy bay dài hơn 737 MAX 7. Boeing có kế hoạch cải thiện tầm bay từ 6.510 km lên 6.690 km sau năm 2021. Vào ngày 23/7/2013, Boeing đã hoàn thành cấu hình cho 737 MAX 8. 737 MAX 8 có trọng lượng rỗng thấp hơn và trọng lượng cất cánh tối đa cao hơn A320neo. Trong một chuyến bay thử nghiệm được thực hiện cho Tuần lễ Hàng không, khi đang bay với vận tốc thực là 832 km/h và trọng lượng 140.500 lb (63.700 kg), ở độ cao thấp hơn độ cao tối ưu (FL350 so với FL390) và với trọng tâm "xa về phía trước một cách bất thường", chiếc máy bay thử nghiệm đã tiêu thụ 4,460 lb (2,020 kg) nhiên liệu mỗi giờ.
737 MAX 8 đã hoàn thành chuyến bay thử nghiệm đầu tiên ở La Paz, Bolivia. Độ cao FL13.300 tại Sân bay Quốc tế El Alto đã kiểm tra khả năng cất cánh và hạ cánh ở độ cao lớn của 737 MAX 8. Chuyến bay thương mại đầu tiên của hãng được Malindo Air khai thác vào ngày 22/5/2017, từ Kuala Lumpur đến Singapore trên chuyến bay OD803. Vào đầu năm 2017, 737 MAX 8 mới được định giá là 52,85 triệu đô la, tăng lên dưới 54,5 triệu đô la vào giữa năm 2018
VietJet Air đã đặt hàng 20 chiếc 737 MAX 8

#### 737 MAX 200
Vào tháng 9/2014, Boeing đã tung ra một phiên bản 737 MAX 200 với chỗ ngồi tối đa 200 hành khách trong cấu hình đồng hạng và thiết kế ghế mỏng; 6 cửa thoát hiểm chính và bốn cửa thoát hiểm nhỏ ở giữa máy bay. Boeing tuyên bố rằng phiên bản này sẽ tiết kiệm chi phí hơn 20% cho mỗi chỗ ngồi so với các mẫu 737 hiện tại và sẽ là loại thân hẹp khai thác hiệu quả nhất trên thị trường khi được chuyển giao, bao gồm chi phí vận hành thấp hơn 5% so với 737 MAX 8. Ba trong số tám xe đẩy khoang bếp được loại bỏ để có thêm không gian cho hành khách. Đơn đặt hàng với Ryanair cho 100 máy bay đã được hoàn tất vào tháng 12/2014.
Bên cạnh Ryanair, VietJet Air cũng là một trong số ít khách hàng của biến thể 737 MAX 200 với đơn hàng 100 máy bay được đặt trong tháng 5/2016.

#### 737-8ERX
Boeing đã được giới thiệu phiên bản 737-8ERX dựa trên 737 MAX 8 với trọng lượng cất cánh tối đa 194.700 lb (88,3 tấn) cao hơn bằng cách sử dụng cánh, thiết bị hạ cánh và phần trung tâm từ 737 MAX 9 để cung cấp tầm bay xa hơn 4.000 hải lý (7,400 km) với 150 ghế, gần hơn với Airbus A321LR

### 737 MAX 9

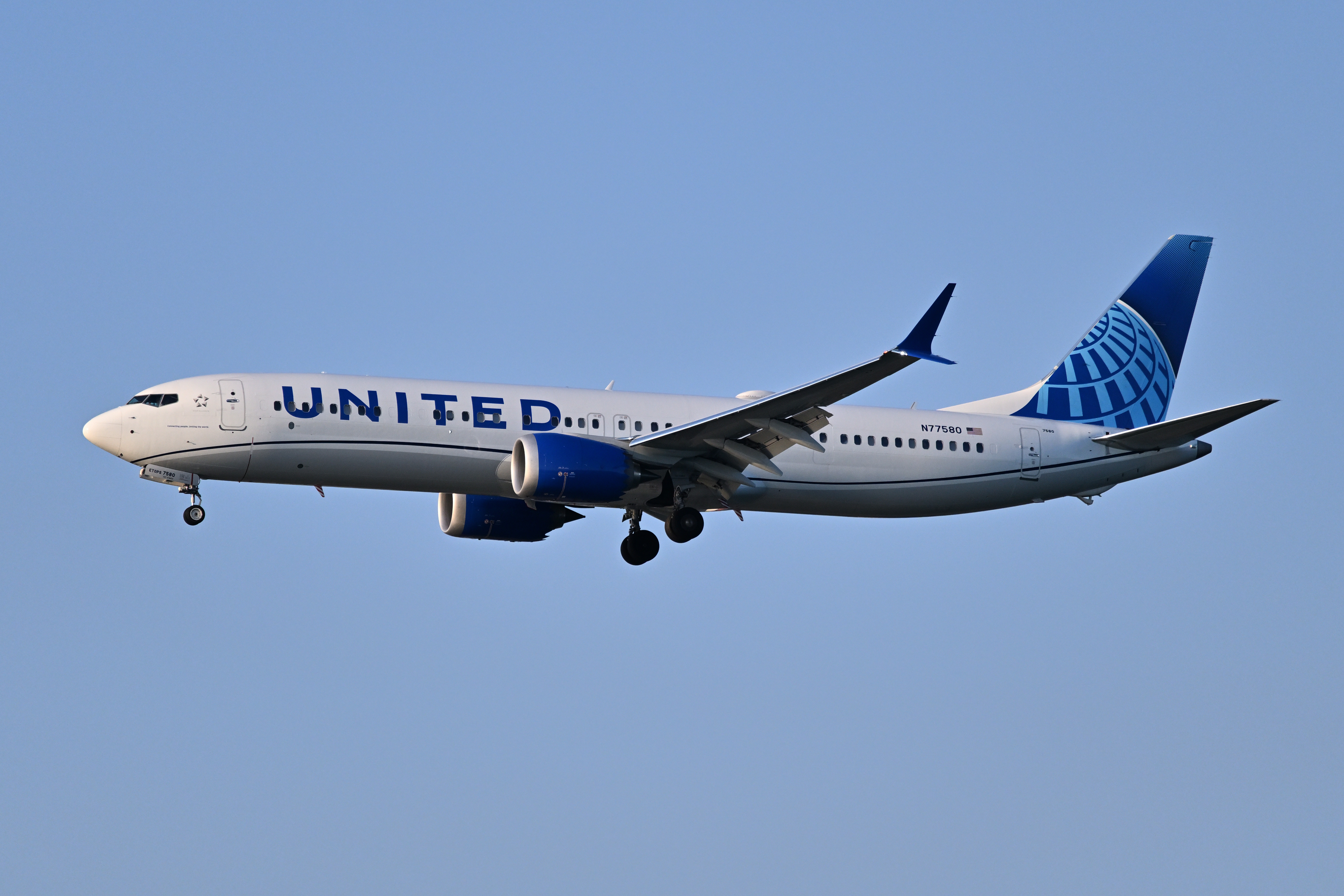
Boeing 737 MAX 9 của United airlines

737 MAX 9 sẽ thay thế 737-900 và có thân máy bay dài hơn 737 MAX 8. Boeing có kế hoạch cải thiện phạm vi hoạt động bay từ 6.500 km lên 6.676 km sau năm 2021.
Các chuyến bay thử nghiệm của 737 MAX 9 đã được lên kế hoạch thực hiện trong suốt năm 2017; máy bay 1D001 được sử dụng để hạ cánh tự động, thử nghiệm hệ thống điện tử hàng không, bay và hầu hết là kiểm soát và ổn định, trong khi 1D002 được sử dụng để thử nghiệm hệ thống kiểm soát môi trường. Nó đã được cấp phép chứng nhận vào tháng 2/2018. Hãng hàng không giá rẻ Lion Air Group đã nhận chiếc đầu tiên vào ngày 21/3/2018, trước khi đi vào hoạt động với Thai Lion Air. Khi những chiếc Airbus A321neo cạnh tranh thu hút được nhiều đơn đặt hàng hơn, giá trị bán của chiếc 737 MAX 9 cũng bằng với chiếc 737 MAX 8 năm 2018 là 53 triệu USD.

### 737 MAX 10
Vào tháng 10/2016, ban giám đốc của Boeing đã cấp quyền cung cấp biến thể kéo dài với hai phần thân phụ về phía trước và phía sau với tầm bay 3.100 hải lý (5.700 km), giảm từ 3.300 hải lý (6.100 km) của 737 MAX 9. Vào đầu năm 2017 Boeing cho biết khoảng cách từ 66 in (1,7 m) đến 143 feet (44 m) cho phép ngồi 230 khách trong một hạng ghế hoặc 189 chỗ cho hai hạng ghế, so với 193 chỗ ngồi hai hạng của Airbus A321neo. Chiều dài khiêm tốn của 737 MAX 10 cho phép máy bay giữ lại cánh hiện có và động cơ Leap 1B từ 737 MAX 9 với bộ hạ cánh chính liên kết theo sau là thay đổi lớn duy nhất.  Máy bay được kết hợp các cải tiến giúp bảo vệ môi trường như cắt giảm tới 14% lượng khí thải carbon và giảm tới 50% tiếng ồn so với những chiếc 737 Next Generation hiện nay Phó chủ tịch kiêm Tổng giám đốc Boeing 737 MAX Keith Leverkuhn cho biết thiết kế phải được hoàn thành vào năm 2018 để giới thiệu vào năm 2020.
737 MAX 10 được tung ra thị trường vào ngày 19/6/2017, với 240 đơn đặt hàng và cam kết từ hơn 10 khách hàng. United Airlines sẽ là khách hàng lớn nhất của 737 MAX 10, chuyển đổi 100 trong số 161 đơn đặt hàng của hãng từ 737 MAX 9 thành đơn đặt hàng cho 737 MAX 10. Boeing đã kết thúc Triển lãm Hàng không Paris 2017 với 361 đơn đặt hàng và cam kết, bao gồm 214 đơn đặt hàng chuyển đổi từ 16 khách hàng, bao gồm 50 đơn đặt hàng từ Lion Air.
Ngày 22/11/2019, Boeing đã giới thiệu chiếc 737 MAX 10 đầu tiên cho các nhân viên tại nhà máy Renton, Washington, dự kiến cho chuyến bay đầu tiên vào năm 2020
Vào thời điểm trên, 531 chiếc 737 MAX 10 đã được đặt hàng, so với 3.142 chiếc Airbus A321neo được bán ra, có khả năng chở 244 hành khách và tầm bay tới 8.700 km của biến thể A321XLR. 737 MAX 10 có sức chứa tương tự như A321XLR, nhưng tầm bay ngắn hơn và hiệu suất thực địa kém hơn nhiều, cản trở đáng kể tiềm năng phục vụ các sân bay nhỏ hơn so với A321XLR. Vào đầu năm 2021, Boeing dự kiến sẽ bắt đầu giao hàng 737 MAX 10 vào năm 2023.
Ngày 19/6/2021, 737 MAX 10 hoàn thành chuyến bay thử đầu tiên từ Renton Field ở Renton, Washinton và hạ cánh tại sân bay Boeing Field ở Seattle sau hơn 2 giờ bay.
VietJet Air đã đặt hàng 80 chiếc 737 MAX 10.

### Boeing Business Jet
BBJ MAX 8 và BBJ MAX 9 là các biến thể phục vụ khách doanh nhân và vip được đề xuất của 737 MAX 8 và 9 với động cơ CFM LEAP-1B mới và cánh nhỏ nâng cao cung cấp khả năng đốt cháy nhiên liệu tốt hơn 13% so với Boeing Business Jet; BBJ MAX 8 sẽ có tầm bay 11.710 km và BBJ MAX 9 có tầm bay 11.580 km. BBJ MAX 7 được công bố vào tháng 10/2016, với tầm bay 12.960 km với chi phí vận hành thấp hơn 10% so với BBJ ban đầu. BBJ MAX 8 bay lần đầu tiên vào ngày 16/4/2018, trước khi giao hàng vào cuối năm và sẽ có tầm bay 12.300 km với một bình nhiên liệu phụ.

## Thông số kỹ thuật
| Loại                                | 737 MAX 7                                                                             | 737 MAX 8 / MAX 200                                                                   | 737 MAX 9                                                                             | 737 MAX 10                                                                            |
| ----------------------------------- | ------------------------------------------------------------------------------------- | ------------------------------------------------------------------------------------- | ------------------------------------------------------------------------------------- | ------------------------------------------------------------------------------------- |
| Số ghế                              | 126 (8F + 118J) đến149 max                                                            | 162 (12F + 150Y) đến 200 max                                                          | 180 (12F + 168Y) đến 220 max                                                          | 204 (16J + 188Y) đến 230 max                                                          |
| Khoảng cách tâm giữa các ghế        | 29 in (74 cm) mật độ dày, 31–32 in (79–81 cm) hạng phổ thông, 36 in (91 cm) hạng nhất | 29 in (74 cm) mật độ dày, 31–32 in (79–81 cm) hạng phổ thông, 36 in (91 cm) hạng nhất | 29 in (74 cm) mật độ dày, 31–32 in (79–81 cm) hạng phổ thông, 36 in (91 cm) hạng nhất | 29 in (74 cm) mật độ dày, 31–32 in (79–81 cm) hạng phổ thông, 36 in (91 cm) hạng nhất |
| Sức chứa hàng hóa                   | 954 ft³ / 27,3 m³                                                                     | 1.543 ft³ / 43,7 m³                                                                   | 1.814 ft³ / 51,74 m³                                                                  | 1,961 cu.ft / 55.5 m³                                                                 |
| Chiều dài                           | 33,7 m / 110 ft 5 in                                                                  | 39,5 m / 129 ft 8 in                                                                  | 42,2 m / 138 ft 4 in                                                                  | 143 ft 8 in / 43.8 m                                                                  |
| Sải cánh                            | 35,92 m / 117 ft 10 in                                                                | 35,92 m / 117 ft 10 in                                                                | 35,92 m / 117 ft 10 in                                                                | 35,92 m / 117 ft 10 in                                                                |
| Overall height                      | 12,3 m / 40 ft 4 in                                                                   | 12,3 m / 40 ft 4 in                                                                   | 12,3 m / 40 ft 4 in                                                                   | 12,3 m / 40 ft 4 in                                                                   |
| Trọng lượng cất cánh tối đa         | 72.350 kg / 159.900 lb                                                                | 82.190 kg / 181.200 lb                                                                | 88.310 kg / 194.700 lb                                                                | 89,765 kg / 197,900 lb                                                                |
| Trọng lượng hạ cánh tối đa          | 61.462 kg / 135.500 lb                                                                | 69.309 kg / 152.800 lb                                                                | 74.344 kg / 163.900 lb                                                                |                                                                                       |
| Trọng lượng không nhiên liệu tối đa | 58.332 kg / 128.600 lb                                                                | 65.952 kg / 145.400 lb                                                                | 70.987 kg / 156.500 lb                                                                |                                                                                       |
| Tải trọng tối đa                    |                                                                                       | 46.040 lb/ 20.882 kg                                                                  |                                                                                       |                                                                                       |
| Vận hành trọng lượng rỗng           |                                                                                       | 99.360 lb/ 45.070 kg                                                                  |                                                                                       |                                                                                       |
| Sức chứa nhiên liệu tối đa          | 6,820 US gal / 25,816 L – 45,694 lb / 20,730 kg                                       | 6,820 US gal / 25,816 L – 45,694 lb / 20,730 kg                                       | 6,820 US gal / 25,816 L – 45,694 lb / 20,730 kg                                       |                                                                                       |
| Động cơ (× 2)                       | CFM International LEAP-1B                                                             | CFM International LEAP-1B                                                             | CFM International LEAP-1B                                                             | CFM International LEAP-1B                                                             |
| Tốc độ bay                          | Mach 0,79 (522 mph, 842 km/h)Bản mẫu:Vn                                               | Mach 0,79 (522 mph, 842 km/h)Bản mẫu:Vn                                               | Mach 0,79 (522 mph, 842 km/h)Bản mẫu:Vn                                               | Mach 0,79 (522 mph, 842 km/h)Bản mẫu:Vn                                               |
| Tầm bay (2-class)                   | 3.350 nmi (3.855 mi; 6.204 km)                                                        | 3.515 nmi (4.045 mi; 6.510 km) Max 200: 2.700 nmi (3.107 mi; 5.000 km)                | 3.515 nmi (4.045 mi; 6.510 km)                                                        | 3,300 nmi / 6,110 km                                                                  |
| Đường kính cánh quạt                | 69 inch (175 cm)                                                                      | 69 inch (175 cm)                                                                      | 69 inch (175 cm)                                                                      | 69 inch (175 cm)                                                                      |
| Độ cao                              | 41.000 ft (12.000 m)                                                                  | 41.000 ft (12.000 m)                                                                  | 41.000 ft (12.000 m)                                                                  | 41.000 ft (12.000 m)                                                                  |
| Lực đẩy (× 2)                       | up to 28.000 lbf (125 kN)                                                             | up to 28.000 lbf (125 kN)                                                             | up to 28.000 lbf (125 kN)                                                             | up to 28.000 lbf (125 kN)                                                             |
| Mã ICAO                             | B37M                                                                                  | B38M                                                                                  | B39M                                                                                  | B3XM                                                                                  |

Nguồn: 737 MAX Airport Compatibility Brochure, ngoại trừ nguồn tham khảo chuyên biệt.

## Đơn hàng
|                            |  |
| Tính đến tháng 12 năm 2015 |  |

| Ngày đặt hàng đầu tiên | Quốc gia             | Khách hàng                  | Loại máy bay | Loại máy bay  | Loại máy bay | Loại máy bay | Loại máy bay            | Đơn hàng |
| Ngày đặt hàng đầu tiên | Quốc gia             | Khách hàng                  | MAX 7        | MAX 8/MAX 200 | MAX 9        | MAX 10       | Biến thể không xác định | Đơn hàng |
| ---------------------- | -------------------- | --------------------------- | ------------ | ------------- | ------------ | ------------ | ----------------------- | -------- |
| 13/12/2011             | Hoa Kỳ               | Southwest Airlines          | 234          | 150           | 0            | 0            | 0                       | 384      |
| 24/1/2012              | Norway               | Norwegian Air Shuttle       | 0            | 18            | 0            | 0            | 0                       | 18       |
| 22/2/2012              | Indonesia            | Lion Air                    | 0            | 10            | 4            | 50           | 187                     | 251      |
| 6/7/2012               | Australia            | Virgin Australia            | 0            | 0             | 0            | 25           | 0                       | 25       |
| 3/7/2012               | Hoa Kỳ               | Air Lease Corporation (ALC) | 0            | 14            | 8            | 0            | 119                     | 141      |
| 12/7/2012              | Hoa Kỳ               | United Airlines             | 0            | 0             | 85           | 100          | 0                       | 185      |
| 20/9/2012              | Ireland              | Avolon                      | 0            | 3             | 0            | 0            | 28                      | 31       |
| 1/10/2012              | Brazil               | Gol Transportes Aéreos      | 0            | 71            | 0            | 30           | 0                       | 101      |
| 3/10/2012              | Hoa Kỳ/Ireland       | GECAS                       | 0            | 77            | 0            | 20           | 6                       | 103      |
| 11/10/2012             | Hoa Kỳ               | Alaska Airlines             | 0            | 0             | 32           | 0            | 0                       | 32       |
| 4/11/2012              | Kuwait               | ALAFCO                      | 0            | 20            | 0            | 0            | 0                       | 20       |
| 5/11/2012              | Mexico               | Aeroméxico                  | 0            | 51            | 9            | 0            | 0                       | 60       |
| 21/12/2012             | N/A                  | Không xác định              | 0            | 0             | 0            | 0            | 785                     | 785      |
| 2/1/2013               | Hoa Kỳ               | Aviation Capital Group      | 0            | 70            | 10           | 20           | 0                       | 100      |
| 1/2/2013               | Hoa Kỳ               | American Airlines           | 0            | 100           | 0            | 0            | 0                       | 100      |
| 13/2/2013              | Iceland              | Icelandair                  | 0            | 0             | 0            | 0            | 5                       | 5        |
| 14/5/2013              | Thổ Nhĩ Kỳ           | Turkish Airlines            | 0            | 65            | 10           | 0            | 0                       | 75       |
| 19/6/2013              | United States        | CIT Group                   | 0            | 1             | 0            | 0            | 18                      | 19       |
| 10/7/2013              | Anh quốc             | TUI Travel                  | 0            | 54            | 0            | 18           | 0                       | 72       |
| 6/8/2013               | Cộng hòa Séc         | Smart Wings                 | 0            | 18            | 0            | 0            | 0                       | 18       |
| 26/9/2013              | Canada               | WestJet Airlines            | 22           | 22            | 0            | 12           | 0                       | 55       |
| 21/12/2013             | Trung Quốc           | Xiamen Air                  | 0            | 27            | 0            | 10           | 0                       | 37       |
| 31/12/2013             | United Arab Emirates | Flydubai                    | 0            | 130           | 70           | 50           | 0                       | 250      |
| 19/2/2014              | Turkey               | SunExpress                  | 0            | 42            | 0            | 0            | 0                       | 42       |
| 10/3/2014              | India                | SpiceJet                    | 0            | 205           | 0            | 0            | 0                       | 205      |
| 19/3/2014              | South Africa         | Comair (South Africa)       | 0            | 8             | 0            | 0            | 0                       | 8        |
| 31/3/2014              | Canada               | Air Canada                  | 0            | 40            | 0            | 0            | 0                       | 40       |
| 9/5/2014               | Trung Quốc           | 9 Air                       | 0            | 3             | 0            | 0            | 0                       | 3        |
| 21/5/2014              | Thailand             | Nok Air                     | 0            | 7             | 0            | 0            | 0                       | 7        |
| 17/6/2014              | Trung Quốc           | China Eastern Airlines      | 0            | 50            | 0            | 0            | 0                       | 50       |
| 14/7/2014              | Trung Quốc           | Okay Airways                | 0            | 7             | 0            | 8            | 0                       | 15       |
| 25/8/2014              | Singapore            | BOC Aviation                | 0            | 47            | 0            | 10           | 0                       | 57       |
| 17/9/2014              | Ireland              | Avolon                      | 0            | 3             | 0            | 0            | 28                      | 31       |
| 20/9/2014              | Ethiopia             | Ethiopian Airlines          | 0            | 30            | 0            | 0            | 0                       | 30       |
| 12/10/2014             | Indonesia            | Garuda Indonesia            | 0            | 50            | 0            | 0            | 0                       | 50       |
| 10/11/2014             | Ireland              | SMBC Aviation Capital       | 0            | 103           | 0            | 0            | 0                       | 103      |
| 28/11/2014             | Ireland              | Ryanair                     | 0            | 220           | 0            | 0            | 0                       | 220      |
| 1/12/2014              | Papua New Guinea     | Air Niugini                 | 0            | 4             | 0            | 0            | 0                       | 4        |
| 22/12/2014             | Trung Quốc           | Air China                   | 0            | 29            | 0            | 0            | 0                       | 29       |
| 16/6/2015              | Hà Lan               | AerCap                      | 0            | 70            | 0            | 15           | 0                       | 85       |
| 19/6/2015              | Ba Lan               | Enter Air                   | 0            | 6             | 0            | 0            | 0                       | 6        |
| 9/11/2015              | India                | Jet Airways                 | 0            | 3             | 0            | 0            | 0                       | 3        |
| 17/12/2015             | Trung Quốc           | China Southern Airlines     | 0            | 50            | 0            | 0            | 0                       | 50       |
| 21/12/2015             | Tây Ban Nha          | Air Europa                  | 0            | 20            | 0            | 0            | 0                       | 20       |
| 18/2/2016              | Papua New Guinea     | Air Niugini                 | 0            | 4             | 0            | 0            | 0                       | 4        |
| 17/3/2016              | Romania              | Blue Air                    | 0            | 10            | 0            | 0            | 0                       | 10       |
| 9/5/2016               | Nigeria              | Arik Air                    | 0            | 8             | 0            | 0            | 0                       | 8        |
| 29/9/2016              | Argentina            | Aerolíneas Argentinas       | 0            | 13            | 0            | 0            | 0                       | 13       |
| 7/4/2018               | Nga                  | UTair Aviation              | 0            | 30            | 0            | 0            | 0                       | 30       |
| 16/6/2018              | Romania              | TAROM                       | 0            | 5             | 0            | 0            | 0                       | 5        |
| 18/7/2018              | Việt Nam             | VietJet Air                 | 0            | 120           | 0            | 80           | 0                       | 200      |
| 11/9/2023              | Việt Nam             | Vietnam Airlines            | 0            | 50            | 0            | 0            | 0                       | 50       |
| Tổng cộng              | Tổng cộng            | Tổng cộng                   | 256          | 2.148         | 219          | 448          | 1165                    | 4.258    |

Ghi chú
1. ↑  Launch customer of 737 MAX 8 variant.
2. ↑  Launch customer of 737 MAX 7 variant.
3. ↑  Launch customer of 737 MAX 9 variant.
4. ↑  Including subsidiaries Batik Air, Malindo Air và Thai Lion Air.
5. ↑  Launch customer of 737 MAX 200 variant.

| Năm       | 2011 | 2012 | 2013 | 2014 | 2015 | 2016 | 2017 | 2018 | 2019 | 2020 | 2021 | 2022 | Tổng |
| --------- | ---- | ---- | ---- | ---- | ---- | ---- | ---- | ---- | ---- | ---- | ---- | ---- | ---- |
| Đặt hàng  | 150  | 914  | 708  | 891  | 410  | 540  | 774  | 824  | 136  | 529  | 36   | 561  | 5143 |
| Giao hàng | —    | —    | —    | —    | —    | —    | 74   | 256  | 57   | 27   | 105  | 374  | 893  |

## Tai nạn và sự cố
Ngày 29/10/2018, chiếc Boeing 737 MAX 8 của hãng Lion Air đã rơi và chìm xuống biển Java, không lâu sau khi cất cánh từ thủ đô Jakarta để bay đến thành phố Pangkal Pinang của Indonesia, làm chết 181 hành khách và 8 thành viên phi hành đoàn,đây là vụ tai nạn tồi tệ nhất liên quan đến dòng 737 và là vụ đầu tiên liên quan đến 737 MAX.
Vào 08h:44'ngày 10/03/2019 theo giờ địa phương, chiếc máy bay Boeing 737 MAX 8 của hãng Ethiopian Airlines chở theo 149 hành khách và 8 thành viên phi hành đoàn đã rơi gần Addis Ababa, thủ đô Ethiopia khi đang trên đường tới Nairobi, Kenya,làm thiệt mạng toàn bộ 157 người trên máy bay.
Như vậy là chỉ trong vòng chưa đầy 5 tháng,đã có 2 chiếc Boeing 737 MAX 8 rơi,khiến 346 người đã thiệt mạng. 
Ngày mùng 5/1/2024, chiếc Boeing 737 MAX 9 của hãng hàng không Alaska Airlines của Mỹ đã buộc phải hạ cánh khẩn cấp ngay sau khi cất cánh khi một "nắp cửa" trên thân máy bay bất ngờ bị bung ra giữa không trung gây giảm áp suất trong máy bay. Chiếc nắp cửa nặng 27kg được sử dụng để bịt một lối thoát hiểm tích hợp sẵn trên máy bay, do Alaska Airlines yêu cầu không sử dụng lối thoát hiểm này. Được biết, chuyến bay gặp sự cố này mang số hiệu AS1282 và đang trên hành trình chở 177 người bao gồm hành khách và thành viên phi hành đoàn từ Portland đến Ontario, California, tất cả đều an toàn sau sự cố.

## Cấm bay
Hôm 17/12/2019, Boeing cũng như FAA và ICAO đã lên tiếng xác nhận chính thức thông báo ngưng chương trình sản xuất B737 bắt đầu vào T1/2020 trước khi có thông báo và quyết định tiếp theo của hãng, bao gồm B737Max đã ngừng sản xuất và bị cấm bay trên toàn thế giới. Trước đó, do hai vụ tai nạn xảy liên tiếp của hãng Ethiopian Airlines và Malindo Air chỉ trong vòng chưa đầy 5 tháng khiến cổ phiếu của Boeing giảm ngay 5% giá trị sau tuyên bố trên. Điều này đã làm ảnh hưởng và giáng đòn mạnh vào ngành công nghiệp sản xuất máy bay ở Mỹ nói riêng và Công Nghiệp Hàng Không thế giới nói chung - Theo nhận định của một chuyên gia hàng không quốc tế giấu tên.